# ویلی رید
ویلی رید (انگلیسی: Willie Reed؛ زادهٔ ۱۶ مهٔ ۱۹۹۰) یک بازیکن بسکتبال اهل ایالات متحده آمریکا است.
از باشگاه‌هایی که در آن بازی کرده‌است می‌توان به بروکلین نتس و میامی هیت اشاره کرد.